# Truecaller

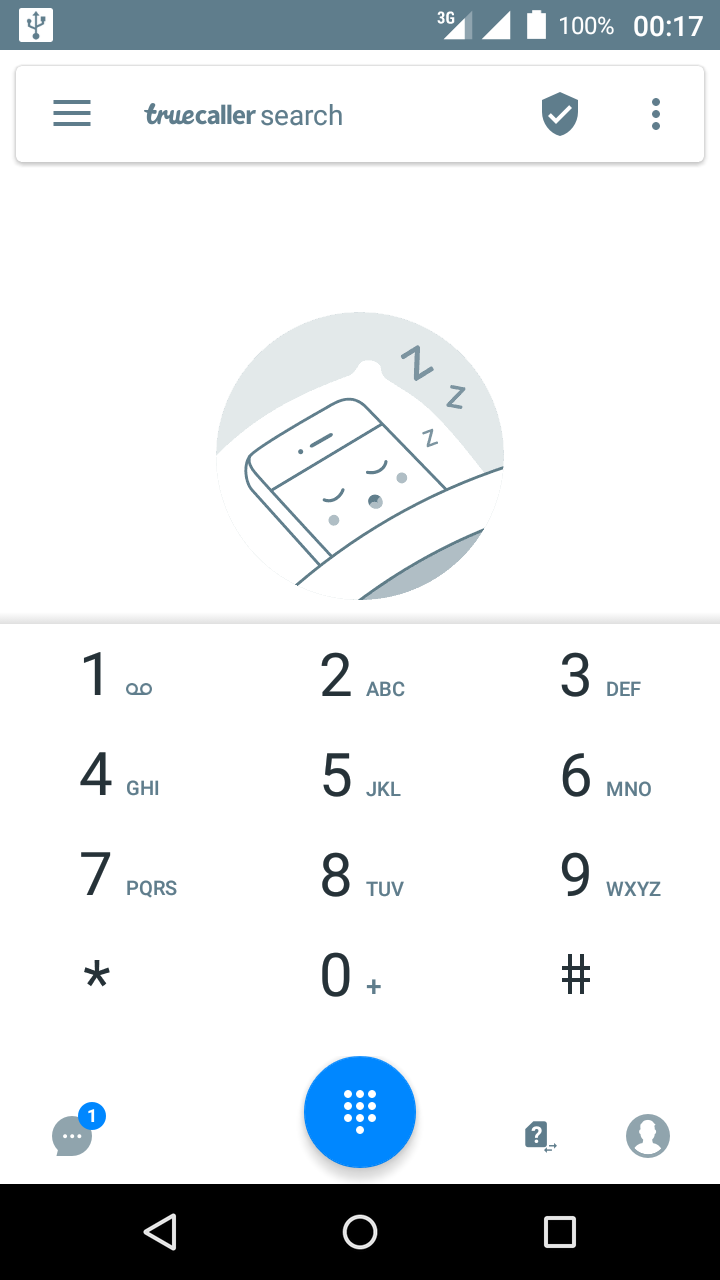
Skärmdump av appens gränssnitt 2017.

Truecaller är en global nummerupplysningstjänst som används via en mobilapp. Appen skapades av det svenska företaget True Software Scandinavia AB. Bland appens funktioner finns ett kontinuerligt uppdaterat samtalsfilter som kan aktiveras så att användaren slipper samtal från för Truecaller kända bedragare eller telefonförsäljare. Truecaller hade i januari 2017 omkring 250 miljoner användare i hela världen. Cirka 150 miljoner av dessa fanns i Indien.
Företaget grundades av Nami Zarringhalam och Alan Mamedi 2009 med målet att göra en uppringares identitet synlig i den uppringdes mobil och därmed ge den uppringde en möjlighet att medvetet välja om denne vill ta emot samtalet eller inte. Idag har företaget av cirka 100 anställda med huvudkontor i Stockholm, tre kontor i Indien och ett kontor i Nairobi.

## Historia
Under 2019 lanserades Truecaller med inbyggda röstsamtal och har senare även lagt till chatt, mobila betalningar och snabblån. Företagets ambition är att bli en heltäckande digital plattform för tjänster likt kinesiska WeChat, för sina marknader Indien och stora delar av Afrika. Bolaget värderades till 7,2 miljarder SEK enligt investeringsrundan 2018.
Truecaller börsnoterades på Stockholmsbörsen, med första handelsdag den 8 november 2021.

## Mottagande
Truecaller vann pris för Årets mobila nyttotjänst vid det årliga evenemanget Mobilgalan i november 2011.
I januari 2018 tilldelades Truecallers Head of Growth and Partnerships Nick Larsson utmärkelsen "30 under 30 - Technology" av Forbes Magazine.
I december 2013 lanserade True Software ett partnerskap med Twitter i Indien.